# Réserve naturelle de Buvika/Rødskjær
La réserve naturelle de Buvika/Rødskjær  est une réserve naturelle norvégienne qui est située dans le municipalité de Horten, dans le comté de Vestfold.

## Description
La réserve naturelle de 1,832 km2 a été créée en 1981 et comprend la côte ouest de l'île de Bastøy, les îlots de Buvika et Rødskjær ainsi que la zone maritime intermédiaire dans l'Oslofjord, en face de Borre.
Chaque printemps et chaque automne, des dizaines de milliers d'oiseaux empruntent l'ancienne voie de migration le long du fjord d'Oslo. Au milieu de la route de migration se trouve Bastøy, avec la zone humide riche en nutriments de Buvika. Les oiseaux migrateurs ont besoin de nourriture et de repos. Ils trouvent cela sur Buvika.

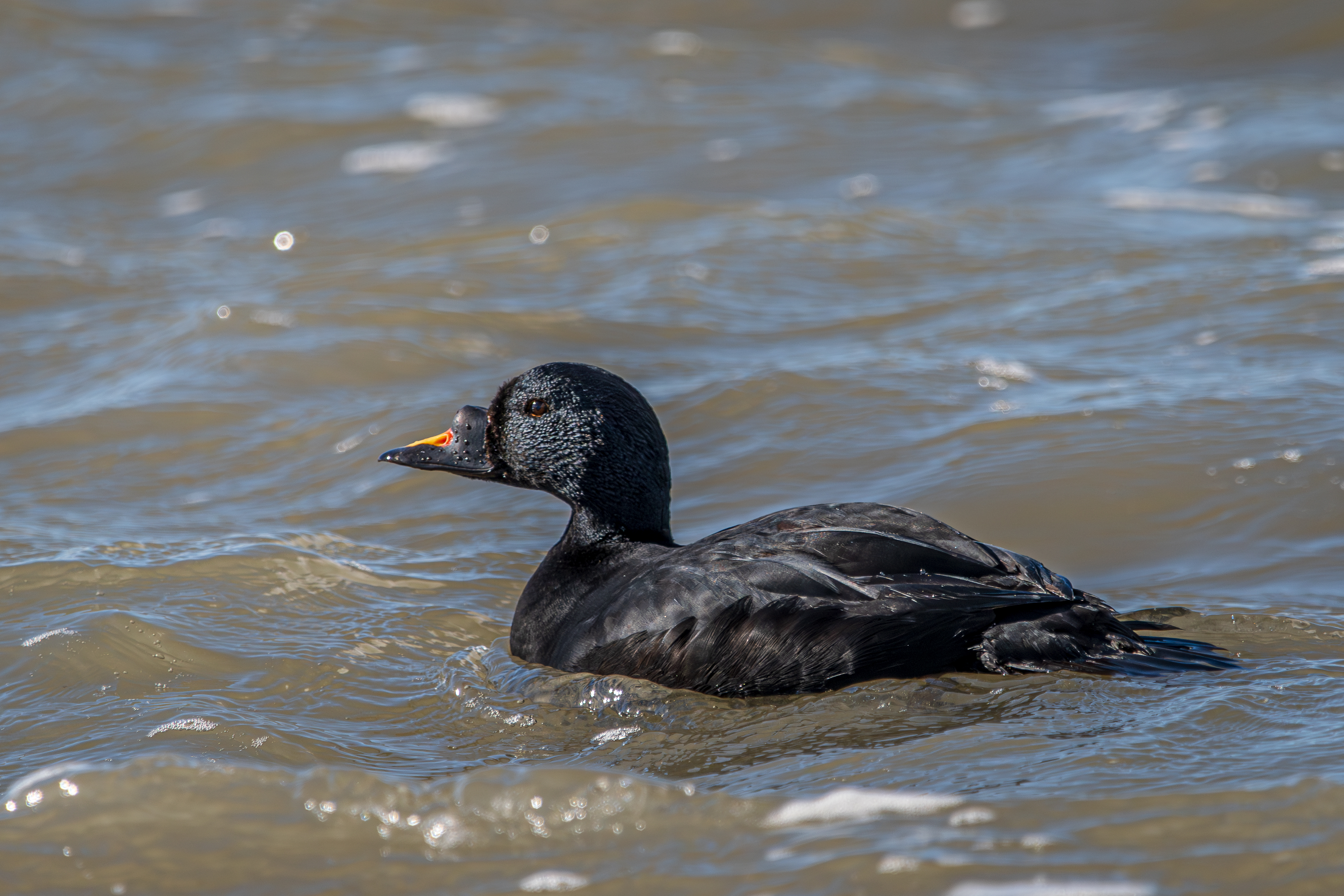
Macreuse noire

Rødskjær est un récif bas, caractérisé par des plages de galets et de gravier. Le récif est un lieu de nidification important pour les oiseaux marins tels que l'eider à duvet, la macreuse noire, la macreuse brune...
Le but de la conservation est de préserver une zone humide importante dans son état naturel et protège une avifaune riche et intéressante, la végétation et d'autres animaux indigènes de la région. La zone peut être considérée comme complètement intacte.